# Papaipema baptisiae
Papaipema baptisiae là một loài bướm đêm trong họ Noctuidae.